# دان۲: تعقیب ادامه می‌یابد
دان۲: شاه برگشته نام یک فیلم اکشن مهیج به کارگردانی فرهان اختر
می‌باشد که دنبالهٔ فیلم قبلی آن دان: تعقیب دوباره آغاز می‌شود است. بازیگران اصلی فیلم شاهرخ خان، پریانکا چوپرا، بومان ایرانی، کونال کاپور، اوم پوری هستند و هرتیک روشن هم در این فیلم حضورافتخاری  دارد. فرهان اختر پس از تقریباً ۵ سال با این فیلم دوباره به کارگردانی بازگشت. دان ۲ در هند، تایلند، آلمان، مالزی وسوئیس فیلمبرداری شده‌ است. این فیلم یک شاهکار واقعی بود.
این فیلم یک پاسخ مثبت رو به مخلوط از منتقدان در هند و پاسخ عموماً مثبت از منتقدان در خارج هند دریافت کرد. اکشن، کارگردانی، فیلمبرداری و اجرای شاهرخ خان تحسین شد در حالیکه سرعت و موسیقی فیلم مورد انتقاد قرار گرفت. این فیلم در شصت و دومین جشنواره بین‌المللی فیلم برلین به نمایش درآمد و تبدیل به محبوب‌ترین فیلم جشنواره شد. همچنین جوایز بهترین صداگذاری و بهترین اکشن را از جوایز فیلم فیر دریافت کرد.
فیلم دان۲ در زمان اکران در رتبهٔ سوم فهرست پرفروش‌ترین فیلم‌های سینمای هند قرار گرفت.

## داستان کامل
این فیلم پنج سال پس از پایان فیلم قبل آغاز می‌شود. سران قدرتمند مواد مخدر در فرانسه جلسه‌ای تشکیل داده‌اند و دربارهٔ تهدید تازه‌ای که از آسیا سربلند کرده صحبت می‌کنند. دان (شاهرخ خان) کسب و کار آنها را به خطر انداخته و تصمیم به کشتن او می‌گیرند. دان که برای پنج سال گذشته در تایلند بوده، برای تحویل یک محوله کوکائین می‌رود اما به جای محموله درگیری پیش می‌آید و دان تصمیم می‌گیرد مبارزه
کند. او به مالزی برمی گردد و خودش را تسلیم رما (پریانکا چوپرا) و بازرس مالک (اوم پوری) می‌کند. دان به مرگ محکوم شده و به زندان فرستاده می‌شود و در آنجا رقیب قدیمی اش وردان (بومان ایرانی) را ملاقات می‌کند. او با وردان دست دوستی می‌دهد و سپس از زندان فرار می‌کنند.
در زوریخ دان همکار مورد اعتمادش آیشا (لارا دوتا) را ملاقات می‌کند. آن‌ها به کمک وردان محتویات یک صندوق را باز می‌کنند که در آن یک نوار ضبط شده از جی کی دیوان، معاون رئیس چاپ
یورو در بانک آلمانی زنترال است که به دستور فابیان کول به سینگانیا (رئیس سابق دان که کشته شده)
رشوه داده بود تا رقیبی را بکشد. دان، دیوان را تهدید می‌کند تا نقشه‌های بانک را به او بدهد تا بتواند لوح‌های اسکناس را بدزدد. اما دیوان ٱدمکشی به نام جبار را استخدام می‌کند تا دان را بکشد. اما دان فرار می‌کند و جبار را مجبور می‌کند برای او کار کند.
دان و گروهش نقشه‌شان را در بانک اجرا می‌کنند و عده‌ای را هم گروگان می‌گیرند. پس از سرقت لوح‌های چاپ جبار و وردان به او خیانت می‌کنند اما دان فرار می‌کند. سمیر (کونال کاپور) که یکی از اعضای گروه است محل اختفای دان را لو می‌دهد و او دستگیر می‌شود. دان هم او را تهدید می‌کند. به دلیل ناتوانی پلیس در ورود به ساختمان و آزادی گروگان‌ها، دان حاضر می‌شود به شرط بخشودگی از اتهاماتش به پلیس کمک کند.
دان و رما به جبار و وردان می‌رسند اما هنگامیکه وردان از رما می‌خواهد به دان شلیک کند، او به دلیل احساساتی که همچنان پس از چند سال نسبت به دان داشت این کار را نمی‌کند و وردن به او شلیک می‌کند. دان با آن‌ها درگیر می‌شود و جبار کشته شده و وردان دستگیر می‌شود. دان سپس برگه‌های عفو خود را گرفته و لوح‌ها و یک دیسک حاوی اطلاعات را به مأموران می‌دهد. بعداً دیوان در اثر بمبی که دان در ماشینش گذاشته بود کشته می‌شود.
در پایان نشان داده می‌شود که دان هنوز یکی از لوح ها را که پلیس فکر می‌کرد در انفجار نابود شده‌ است را دارد و سمیر هم به دان وفادار بوده و لو دادن دان بخشی از نقشه بوده‌ است. دان به آیشا و سمیر می‌گوید که آن‌ها بسیار پولدار می‌شوند و هنگامی که آیشا می‌پرسد آیا از دستگیری نمی‌ترسیده دان می‌گوید: «دان کو پاکادنا مشکل هی نهی، ناممکن هه.» (گرفتن دان مشکل نیست، غیرممکنه)

## بازیگران
- شاهرخ خان در نقش دان
- پریانکا چوپرا درنقش رما
- بومان ایرانی در نقش وردان
- کونال کاپور در نقش سمیر
- لارا دوتا در نقش آیشا
- نواب شاه در نقش جبار
- اوم پوری در نقش مالک
- علی خان در نقش جی کی دیوان
- هرتیک روشن در نقش دان با قیافهٔ مبدل

## فهرست آهنگ‌ها
| شماره | نام                     | خواننده(ها)                   | مدت   |
| ----- | ----------------------- | ----------------------------- | ----- |
| ۱.    | «آ راها هون پلات که»    | شاهرخ خان                     | ۰۰:۳۵ |
| ۲.    | «زارا دل کوتام لو»      | ویشال دادلانی، آنوشا مانی     | ۰۵:۰۸ |
| ۳.    | «هه یه مرا»             | اوشا اوتاپ                    | ۰۴:۴۲ |
| ۴.    | «دشمن مرا»              | شانکر ماهادوان، سونیتا ساراتی | ۰۳:۴۴ |
| ۵.    | «کینگ ایز بک (تم)»      | سونیتا ساراتی                 | ۰۳:۵۷ |
| ۶.    | «موجکو پچان لو»         | کی کی                         | ۰۳:۲۴ |
| ۷.    | «هه یه مرا (رمیکس)»     | اوشا اوتاپ                    | ۰۴:۴۲ |
| ۸.    | «موجکو پچان لو (رمیکس)» | کی کی                         | ۰۴:۵۱ |
| ۹.    | «دان والتز»             | کارالیزا مونترو               | ۰۳:۲۹ |

## نقد فیلم
هند:
نیکات کاظمی از تایمز آف ایندیا به فیلم ۴ از ۵ ستاره داد و گفت: "دان ۲ یک فیلم کلاسیک مهیج
است که حتی برای یک لحظه هم اجازه رفتن نمی‌دهد."فیلم فیر هم ۴ از ۵ ستاره داد و گفت: "اگر شاهرخ خان
نبود فیلم نصف الان هم خوب نبود." عمر قریشی از زوم به فیلم ۳٫۵ ستاره از ۵ داد واکشن را تحسین کرد.
میددی به فیلم ۳ ستاره داد و داستان آن را ساده بیان کرد. تلگراف نسبت به فیلم دیدگاه مثبتی داشت: "مردی که دان ۲ را-با وجود تمام عیب هایش- بی‌نهایت تماشایی کرده، پادشاه (شاهرخ خان) است."
دکن هرالد نظر مخلوطی داشت: "دان ۲ تماماً دربارهٔ شاهرخ خان است و او هم طرفدارانش را ناامید نکرده‌است. این فیلم را به خاطر خان و بدل کاری‌های با شهامتش ببینید. به خصوص پرش از طبقهٔ سی و هفتم."
مایاناک شکر از هندوستان تایمز، ۳ از ۵ ستاره به فیلم داد و موافقت کرد که دان اول بهتر بود.
بین‌المللی:
نیویورک تایمز گفت: "اگر مأموریت غیرممکن و یازده یار اوشن یک پسرخالهٔ بزرگ،
خنده دار و جذاب داشتند، احتمالاً دان ۲ بود."دیجیتال اسپای به فیلم ۴ از ۵ ستاره داد و گفت:"پایان
دراماتیک فیلم یک نمایش درخشان است. "اکسپرس تریبون دان۲ را یک "شاهکار بصری" توصیف کرد. لس‌آنجلس تایمز دان۲ را "یک فیلم متناوباً لذت بخش" نامید.

## جوایز
دان۲ برندهٔ ۱۴جایزه شد.
| جشنواره        | عنوان             | گیرنده                  | نتیجه    |
| -------------- | ----------------- | ----------------------- | -------- |
| جوایز فیلم فیر | بهترین فیلم       | فرهان اختر ریتش سیدوانی | نامزدشده |
| جوایز فیلم فیر | بهترین کارگردان   | فرهان اختر              | نامزدشده |
| جوایز فیلم فیر | بهترین بازیگر مرد | شاهرخ خان               | نامزدشده |
| جوایز فیلم فیر | بهترین صداگذاری   | نکول کمته               | برنده    |
| جوایز فیلم فیر | بهترین اکشن       | متیاس بارسچ             | برنده    |

جوایز سایر جشنواره‌ها نوشته نشده‌است.

## دانستنی‌ها
فرهان اختر، کارگردان فیلم، عقیده دارد که نام واقعی دان، مارک دونالد ملقب به دان مارک است.